# アントワーヌ・モノー・Jr
アントワーヌ・モノー・Jr（Antoine Monot, Jr.、1975年6月22日 - ）はドイツおよびスイスの俳優、映画プロデューサー。アントワーヌ・モノー（Antoine Monot）とクレジットされることもある。また、日本ではアントニオ・モノーやアントアーヌ・モノなど表記にばらつきがある。

## 略歴
1975年6月22日に西ドイツ（当時）のラインバッハで、スイス・ローザンヌ（フランス語圏）出身の作曲家で指揮者のジャン＝フランソワ・モノーとドイツ人女優ギゼラ・モノーの息子として生まれる。
1990年代初頭から俳優として活動する一方、1993年からチューリッヒ芸術大学で演出を学ぶ。俳優としてテレビドラマを中心に活動する一方、映画プロデューサーとしても活動している。

## 私生活
4歳年上で2度の結婚歴があり、3人の娘を持つジャーナリストで、知り合ってから17年もの間、友人として付き合ってきたシュテファニー・シックと2015年頃から交際し始める。2019年には、関係を続けながらも、数キロ離れた場所で別々に暮らしていることを明らかにしている。

## 主な出演作品
| 公開年 | 邦題 原題                                              | 役名          | 備考                                             |
| ------ | ------------------------------------------------------ | ------------- | ------------------------------------------------ |
| 1999   | GIGANTIC ギガンティック Absolute Giganten              | ウォルター    |                                                  |
| 1999   | ディアボリーク 悪魔の刻印 Der grosse Bagarozy          | 夜勤玄関番    |                                                  |
| 2001   | es［エス］ Das Experiment                              | 看守/ボッシュ |                                                  |
| 2011   | ヒンデンブルグ 第三帝国の陰謀 Hindenburg               | シュミット    | テレビ映画を再編集したものが日本で劇場公開された |
| 2014   | ピエロがお前を嘲笑う Who Am I – Kein System ist sicher | ポール        |                                                  |